# Eikonoklastes
Eikonoklastes (en grec ancien : εἰκονοκλάστης, soit « iconoclaste »), sous-titré in answer to a book intitled, Eikōn basilikē, the portraiture of his sacred Majesty in his solitudes and sufferings (« en réponse au Portrait de Sa Sacrée Majesté dans Ses Solitudes et Souffrances »), est un essai de John Milton publié en octobre 1649.
Commandé par le Parlement d'Angleterre, il constitue une justification de l'exécution du roi d'Angleterre Charles Ier en janvier 1649, en réponse à l’Eikon Basilike, un ouvrage autobiographique posthume attribué au roi (et plus tard également à ses conseillers), où ce dernier défend sa politique et la royauté, et qui lui fait acquérir un statut de martyr. Milton choisit le titre d'iconoclaste en référence à ce statut, et cherche dans ce livre à contrer les arguments royalistes.

## Contexte
Le Parlement d'Angleterre fait la commande à Milton d'une réponse au Eikon Basilike publié à la mort du roi Charles Ier en 1649, à qui est attribué l'ouvrage. Le tract se veut une argumentation officielle du gouvernement du Commonwealth d'Angleterre.
L’Eikon Basilike est publié juste après l'exécution du souverain et fait de lui le portrait d'un roi martyr. L'ouvrage a d'abord été écrit par le roi puis retravaillé par ses conseillers à des fins politiques : on voulait réveiller le sentiment royaliste du peuple, en opposition au gouvernement du Commonwealth. L'œuvre étant devenue très populaire, trente-cinq éditions en ont été publiées la première année, d'où la réaction du Parlement.
L'approche de Milton est différente de celle de l’Eikon Basilike : au lieu de faire appel au sentiment populaire, l'œuvre de Milton est minutieusement argumentée et essaie de répondre à chacun des points de l’Eikon,.
Milton pensait certainement que Eikon Basilike avait créé une fausse idole et il a cherché à la détruire avec la vérité. Eikonoklastes, dont le titre complet est Eikonolastes in Answer to a Book Intitl'd Eikon Basilike, The Portrature of his Sacred Majesty in his Solitudes and Sufferings est publié puis réédité une fois en octobre 1649, et enfin une autre version d'un plus grand format en 1650. L'ouvrage a été traduit en latin et en français.
En 1651, une réponse au Eikonoklastes est publiée sous le titre Eikon Aklastos (« L'icône intact »). Elle a été écrite par Joseph Jane (en), partisan royaliste.